# Observació d'ocells

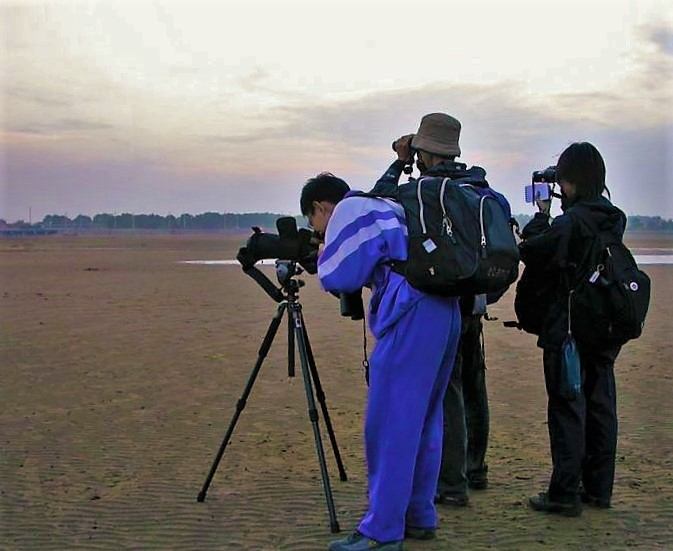
Observadors d'ocells a la Xina.

L' observació d'ocells, també anomenat albirament d'ocells (birding o birdwatching en anglès), es refereix a una activitat centrada en l'observació i l'estudi dels ocells silvestres. Als Estats Units s'empra el terme birding mentre que birdwatching és utilitzat més sovint a Anglaterra i Irlanda.
Aquesta afició es desenvolupa més aviat com a lleure, i es basa en l'art de reconèixer les diferents espècies d'ocells pel seu plomatge o cant. Molts es limiten a crear llistes que mostren la quantitat d'ocells que concorren a una àrea particular; uns altres mantenen la llista de totes les espècies que han vist en la seva vida (life list). D'altres simplement marquen el lloc i data de la primera observació d'una espècie en particular a les seves guies. I d'altres simplement observen, sense escriure res. Cadascun pot endinsar-se i adaptar aquesta afició a la seva manera. Uns s'acontenten simplement amb gaudir i enriquir més els passejos en un entorn natural, mentre que a uns altres, els fascina la part científica que comporta l'estudi dels ocells, és a dir, l'ornitologia.

## Generalitats

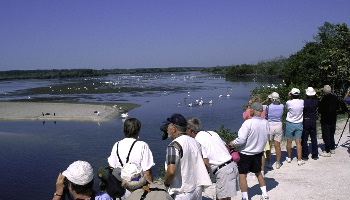
Observadors d'ocells a l'estat de Florida (EUA).

L'època més activa per a l'observació d'ocells normalment és durant la primavera i la tardor, ja que coincideixen amb les migracions, i és quan el major nombre d'espècies poden ser observades. Això es deu al fet que molts ocells que normalment no nien en una àrea, solen passar per ella durant el seu trajecte de nord a sud o viceversa.
De bon matí és el moment més adequat per poder observar els ocells en el seu entorn natural. A primera hora, els ocells estan més famolencs i ocupats en la seva recerca d'aliment. La millor manera de localitzar les espècies més interessants és tenir un detallat coneixement de la seva aparença, so, comportament i del seu hàbitat més típic, a més d'una bona dosi de discreció, paciència i sort.
L'observació d'ocells pot ser una de les activitats més tranquil·les i relaxants que es poden realitzar a l'aire lliure. Però d'altra banda, també pot convertir-se en una veritable obsessió per a aquells que es dediquen a buscar les rareses, viatjant llargues distàncies per poder veure espècies diferents i poder afegir-les a les seves llistes personals (mundials, nacionals, regionals, locals...), participant així en el fenomen del turisme ornitològic.

### Competicions
A l'Amèrica del Nord, les competicions d'observació d'ocells d'un dia són anomenades Big Day. Algunes de les més conegudes són el World Series of Birding, que se celebra anualment a Nova Jersey, i l'esdeveniment de 5 dies al sud dels EUA conegut com el Great Texas Birding Classic. En aquest tipus de competicions, els equips solen tenir 24 hores per recórrer una àrea geogràfica, normalment a través de tot un estat i centenars de quilòmetres. Tot això amb el propòsit d'observar el major nombre d'espècies possible. Els més fanàtics arriben fins i tot a utilitzar avions privats i helicòpters per facilitar la seva tasca i batre els rècords. El rècord europeu el té un equip català.

### Equip
L'equip comunament utilitzat per a l'observació d'ocells consta d'uns binocles, una guia de camp i roba de colors discrets. A més, els veritables aficionats també van amb un telescopi portàtil (spotting scope en anglès) amb trípode. Els interessats en el cant dels ocells porten també registres sonors per comparar i identificar les espècies, gravadores i micròfons direccionals.

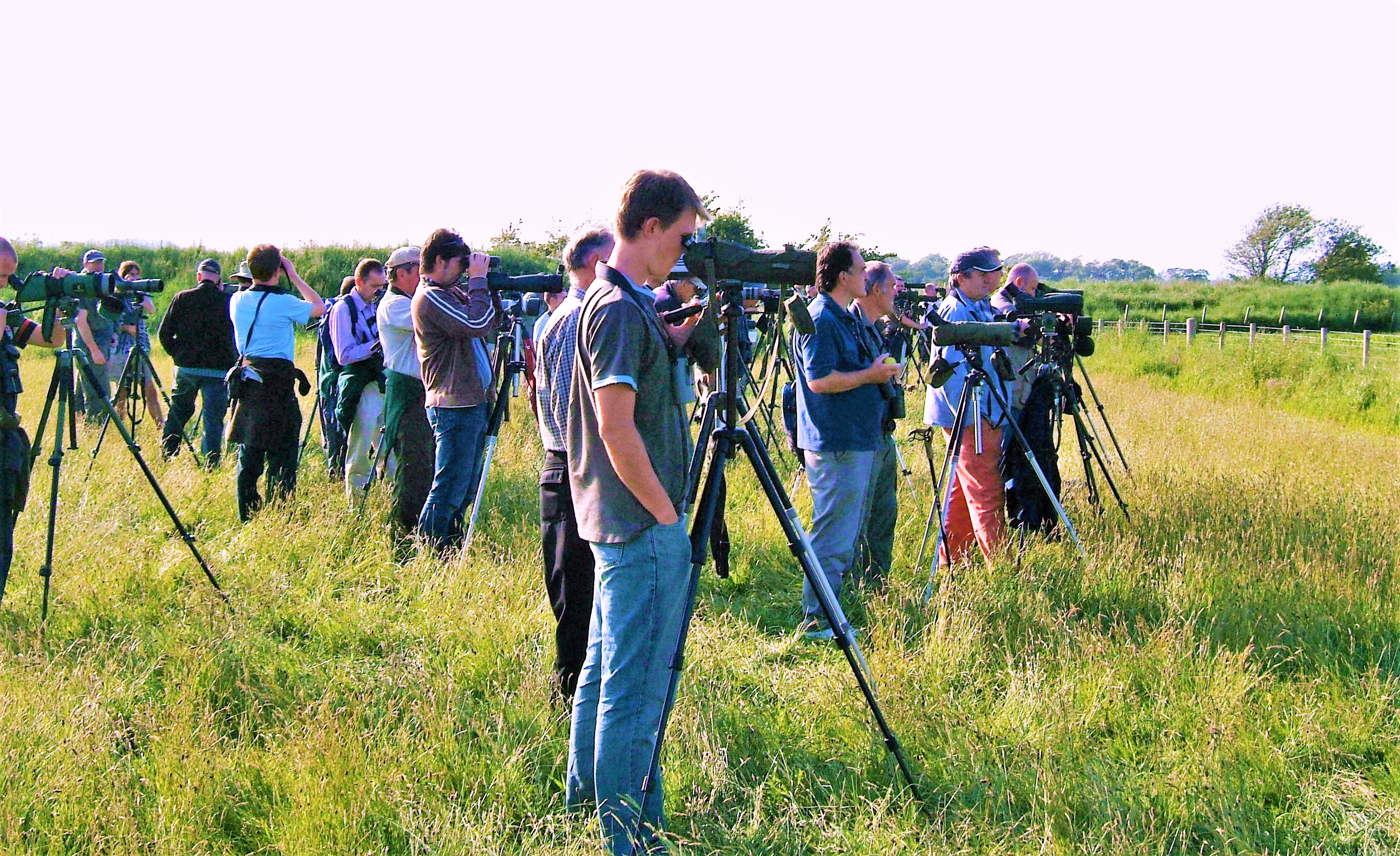
Observadors d'ocells a Escòcia.

#### Fotografia
La fotografia sempre ha estat part de l'observació d'ocells, però en el passat el cost de bones càmeres i objectius la limitava, fins que l'ús de les càmeres digitals juntament amb els telescopis portàtils, ha generat la tècnica coneguda com a digiscoping, i ha facilitat l'expansió de l'afició a moltíssima més gent. Una de les satisfaccions de la fotografia natural és poder experimentar la mateixa sensació que un caçador a la recerca de la seva presa, amb la gran diferència que el fotògraf només "captura" o capta un fracció de segon en la vida d'un ocell enlloc de matar-lo.

## Als Països Catalans
Com que als Països Catalans l'observació d'ocells està molt arrelada i hi ha molta afició, nombrosos centres excursionistes i entitats ecologistes organitzen sortides al camp per fer aquesta activitat, obertes al públic en general o per socis, i normalment guiats per un ornitòleg. Alguns d'aquest grups inclouen les entitats o plataformes que formen part de la federació d'Ecologistes de Catalunya, com ara el GEPEC (Grup d'Estudi i Protecció dels Ecosistemes Catalans), amb seu a Reus, etc. etc., o altres com ara DEPANA. Lliga per a la Defensa del Patrimoni Natural, basats a Barcelona, o també entitats i associacions excursionistes que formen part de la Federació d'Entitats Excursionistes de Catalunya (FEEC), com ara el Centre Excursionista de Catalunya i l'Agrupació Excursionista Catalunya, a Barcelona, el Centre Excursionista de Terrassa, i infinitat d'altres.